# Conferencia Episcopal Suiza
La Conferencia Episcopal Suiza (CES) (alemán: Schweizer Bischofskonferenz; francés: Conférence des évêques suisses; italiano: Conferenza dei Vescovi svizzeri) es el órgano coordinador de las diócesis católicas en Suiza. Fue fundada en 1863 como la primera Conferencia Episcopal del mundo y es miembro del Consejo de Conferencias Episcopales Europeas. 

## Historia
Fundada en 1863, la CES fue la primera asamblea de obispos católicos que se reúne regularmente. Es responsable de las normas litúrgicas y de las tareas administrativas eclesiásticas. Recibe su autoridad del derecho eclesiástico y de mandatos específicos. El presidente de la conferencia suiza generalmente es nombrado por el papa.

## Composición
Se reúne trimestralmente. Está compuesta por catorce miembros: los obispos de las seis diócesis de Suiza, los obispos auxiliares y los dos abades de Saint-Maurice y Einsiedeln.
- Diócesis de Basilea, con sede en Soleura
- Diócesis de Coira, con sede en Coira
- Diócesis de Lausanne, Geneva y Fribourg, con sede en Friburgo
- Diócesis de Lugano, con sede en Lugano
- Diócesis de Saint Gallen, con sede en St. Gallen
- Diócesis de Sion, con sede en Sion

## Abadías territoriales
- Abadía de Einsiedeln
- Abadía de San Mauricio, Agaunum

## Presidentes
- Pierre-François de Preux, Obispo de Sion (1863-1875)
- Marilley Etienne, Obispo de Lausanne (1876-1879)
- Karl Johann Greith, Obispo de St. Gallen (1880-1881)
- Eugene Lachat, Obispo de Basilea (1882-1886)
- Gaspard Mermillod, Obispo de Lausanne y Geneva (1887-1890)
- Adrien Jardinier, Obispo de Sion (1891-1894)
- Augustine Egger, Obispo de St. Gallen (1895-1905)
- John Fidelis Battaglia, Obispo de Chur (1906-1911)
- Jules-Maurice Abbet, Obispo de Sion (1912-1917)
- Jakob Stammler, Obispo de Basle-Lugano (1918-1924)
- Georg Schmid Grüneck, Obispo de Chur (1925-1931)
- Aurelio Bacciarini, Administrador Apostólico del Ticino (1932-1933)
- Victor Biel, Obispo de Sion (1935-1951)
- Angelo Jelmini, Administrador Apostólico de Lugano (1952-1967)
- Vonderach John, Obispo de Chur (1967-1970)
- Nestor Adam, Obispo de Sion (1970-1976)
- Anton Hänggi, obispo de Basilea (1976-1977)
- Pierre Mamie, Obispo de Lausanne, Geneva y Fribourg (1977-1979)
- Otmar Maeder, Obispo de St. Gallen (1980-1982)
- Henri Schwery, Obispo de Sion (1983-1988)
- Joseph Candolfi, Obispo Auxiliar de Basilea (1989-1991)
- Pierre Mamie, Obispo de Lausanne, Geneva y Fribourg (1992-1994) (2x)
- Henri Salina CRA, abad de Saint-Maurice  (1995-1997)
- Amédée Grab OSB, Obispo de Chur (1998-2006)
- Kurt Koch, Obispo de Basilea (2007-2009)
- Norbert Brunner, Obispo de Sion (2010-2012)
- Markus Büchel, Obispo de St. Gallen (2013-2015)
- Charles Morerod, Obispo de Lausanne, Geneva y Fribourg (2016-2018)
- Felix Gmür, Obispo de Basilea (desde 2019)[2]